# Xã Hamilton, Quận Charles Mix, South Dakota
Xã Hamilton (tiếng Anh: Hamilton Township) là một xã thuộc quận Charles Mix, tiểu bang Nam Dakota, Hoa Kỳ. Năm 2010, dân số của xã này là 42 người.